# 加里·奥克斯
加里·奥克斯（英語：Gary Oakes，1958年9月21日—），英国男子田径运动员，主攻跨栏。他曾代表英国参加1980年夏季奥林匹克运动会田径比赛，获得男子400米栏铜牌。